# Banco Santander (Uruguay)
El Banco Santander es una institución bancaria y de servicios financieros uruguaya filial del Grupo Santander. Tiene su casa central en la ciudad de Montevideo, y cuenta con una red de agencias en el interior del país.

## Historia
Está presente en la plaza financiera uruguaya desde 1979. En el año 1982 adquiere al  Bancos del Litoral Asociados comenzando a operar con dicha denominación.
En el año adquiere el banco holandés ABN AMRO, y con él también la sucursal del mismo en Uruguay, con lo cual se transformó en el mayor banco privado del país.
En 2012, adquirió la empresa financiera Creditel, fortaleciendo su posición en el mercado uruguayo y ampliando su oferta de servicios financieros.
El Banco Santander Uruguay es filial del grupo bancario Banco Santander de España.